# Lancaster (New Hampshire)
Lancaster település az Amerikai Egyesült Államok New Hampshire államában, Coös megyében, melynek megyeszékhelye is. Lakosainak száma 3218 fő (2020. április 1.).

## Népesség
A település népességének változása:

| 2010 | 3 507 |
| 2020 | 3 218 |